# メドゥーサの首 (カラヴァッジョ)
『メドゥーサの首』（メドゥーサのくび、伊: Testa di Medusa）、あるいは単に『メドゥーサ』（英: Medusa）は、イタリアのバロック期の巨匠ミケランジェロ・メリージ・ダ・カラヴァッジョが1597年から1598年ごろに制作した絵画である。油彩。カラヴァッジョを代表する神話画で、ギリシア神話の英雄ペルセウスによって退治された怪物メドゥーサの頭部を描いている。メドゥーサの首は円形の盾の表面に描かれており、その顔はカラヴァッジョ自身の肖像画であると言われる。2つのバージョンが存在しており、一般的によく知られているものは第2のバージョンとされ、枢機卿フランチェスコ・マリア・デル・モンテの依頼で、第3代トスカーナ大公フェルディナンド1世・デ・メディチに贈るために制作された。現在はフィレンツェのウフィツィ美術館に所蔵されている。また第1のバージョンとされる、カラヴァッジョの署名が入ったやや小さなサイズの作品が個人コレクションに所蔵されている。

## 主題
ギリシア神話によると、怪物メドゥーサはもともと髪の美しい女性であった。しかし海神ポセイドンの愛を得たメドゥーサは傲慢になり、女神アテナの怒りを買うことになった。伝えられるところによると、メドゥーサはアテナの神殿でポセイドンと関係を持った。あるいは自身の髪をアテナの頭髪よりも美しいと自慢した。これに憤慨したアテナはメドゥーサの髪を蛇に変え、彼女の顔を見た者が石に変わるようにした。さらに彼女を殺そうとする英雄ペルセウスを助けることさえした。のちにペルセウスがメドゥーサを殺そうとした際に、メドゥーサを見ることなく殺せるよう案内したのはアテナであり、ペルセウスは彼女たちが眠っている間に青銅の盾に写ったメドゥーサの姿を見てその首を切断した。彼女が殺されたとき、メドゥーサの姉妹たちは殺害者を探したが、ハデスの兜をかぶり、ヘルメスのサンダルを履いたペルセウスを発見することはできなかった。ペルセウスはさらにエティオピアでメドゥーサの首を使って海の怪物を石に変え、アンドロメダを助けた。その後、ペルセウスはメドゥーサの首をアテナに捧げると、アテナはそれを神盾アイギスに組み入れたと伝えられている。

## 制作経緯
本作品を依頼したのはフェルディナンド1世・デ・メディチに仕えていたフランチェスコ・マリア・デル・モンテ枢機卿である。発注に関する契約書は発見されていない。デル・モンテは芸術と科学に強い関心があった博識な人物で、芸術の後援者として、当時居住していたローマのマダマ宮殿でカラヴァッジョを庇護していた。デル・モンテが本作品の制作を依頼した目的は、フェルディナンド1世に絵画を贈るためであった。大公は1588年以降、剣や甲冑、盾などで構成された武具のコレクションを蒐集し、ウフィツィ宮殿2階の3つの部屋に展示していた。そこで枢機卿は絵画が描かれた盾を贈ることによって、大公のコレクション形成に貢献しようとした。カラヴァッジョと枢機卿は協力し、主題の選択と図像の考案を行ったと考えられている。

## 作品

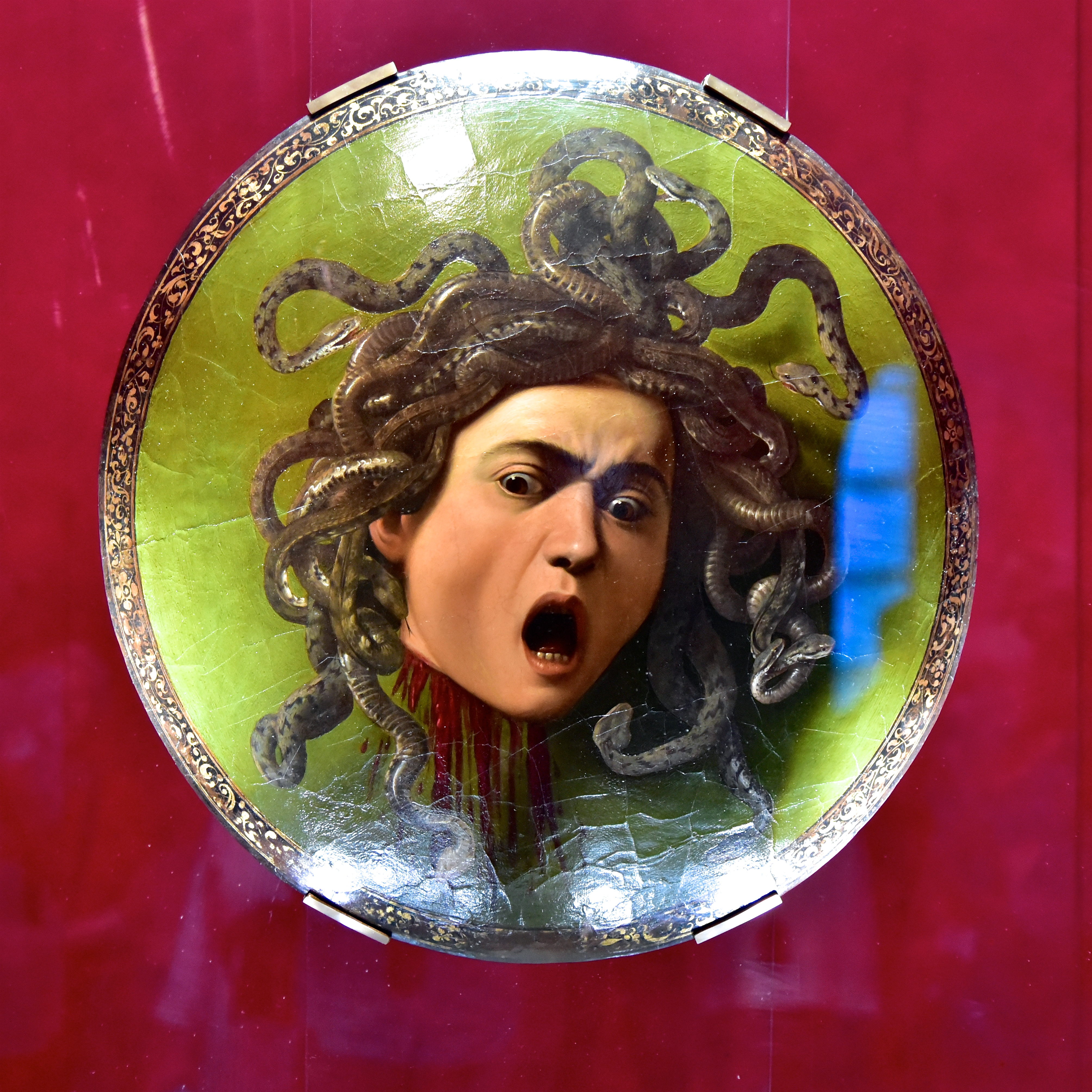
メドゥーサの首は凸状の盾の表面に描かれている。

カラヴァッジョは緑色の背景の画面中央にメドゥーサの首を大きく描いている。彼女は顔を歪ませながら目を見開き、大きく口を開いている。メドゥーサの頭部では彼女の頭髪である9匹の蛇がとぐろを巻きながら絡み合い、胴体から切り離された首からは鮮血が噴き出ている。メドゥーサの頭に対して画面左上から光が差し込み、画面右に影が落ちている。盾の縁は黒地の帯状装飾で囲まれ、金色の唐草文様が描かれている。
メドゥーサの首の図像は古代から魔除けとして機能し、甲冑、宝飾品、陶器、建築などの装飾に使用された。本作品もその伝統と関係があると考えられているが、16世紀の一般的な魔除けとしてのメドゥーサの首の図像とはいくつかの点で異なる特徴的な形で描写されていることが指摘されている。たとえば首の背後に描かれた影が挙げられる。盾の前面は凸型の形状をしているが、盾に描かれた絵画の中には凹状の壁に囲まれた空間があって、メドゥーサの首はその空間の中に浮かんでおり、影が凹面の壁の表面に当たっているかのような錯覚を引き起こす。メドゥーサの首に対してこうした影が描かれることは非常に珍しく、描き方も独特である。もう1つの特異な部分は、メドゥーサの首から流れ出る鮮血である。流血しているメドゥーサの首の図像は非常に珍しく、基本的に英雄ペルセウスのメドゥーサ退治を扱った作品に限られており、この場合においても必ず血液が表現されるわけではない。ただし、本作品ののちにフランドルの巨匠ピーテル・パウル・ルーベンスは流血をともなうメドゥーサの首を描いている。
17世紀の史料はメドゥーサの顔をカラヴァッジョの自画像としている。カラヴァッジョの署名はされていない。支持体である円形の盾本体はポプラ材で制作され、前面は凸状で半球体状に丸みを帯びている。この部分に1枚のキャンバスが張られ、その上にメドゥーサの頭部が描かれている。かつては16世紀の馬上槍試合の盾をカラヴァッジョが塗り直したものであると信じられていたが、X線撮影を用いた科学的調査により、カラヴァッジョに完全に帰することができる作品であることが分かっている。

カラヴァッジョの同時代の詩人ガスパレ・ムルトラは1604年のマドリガーレで本作品について言及している。

## 解釈

### 魔除け説

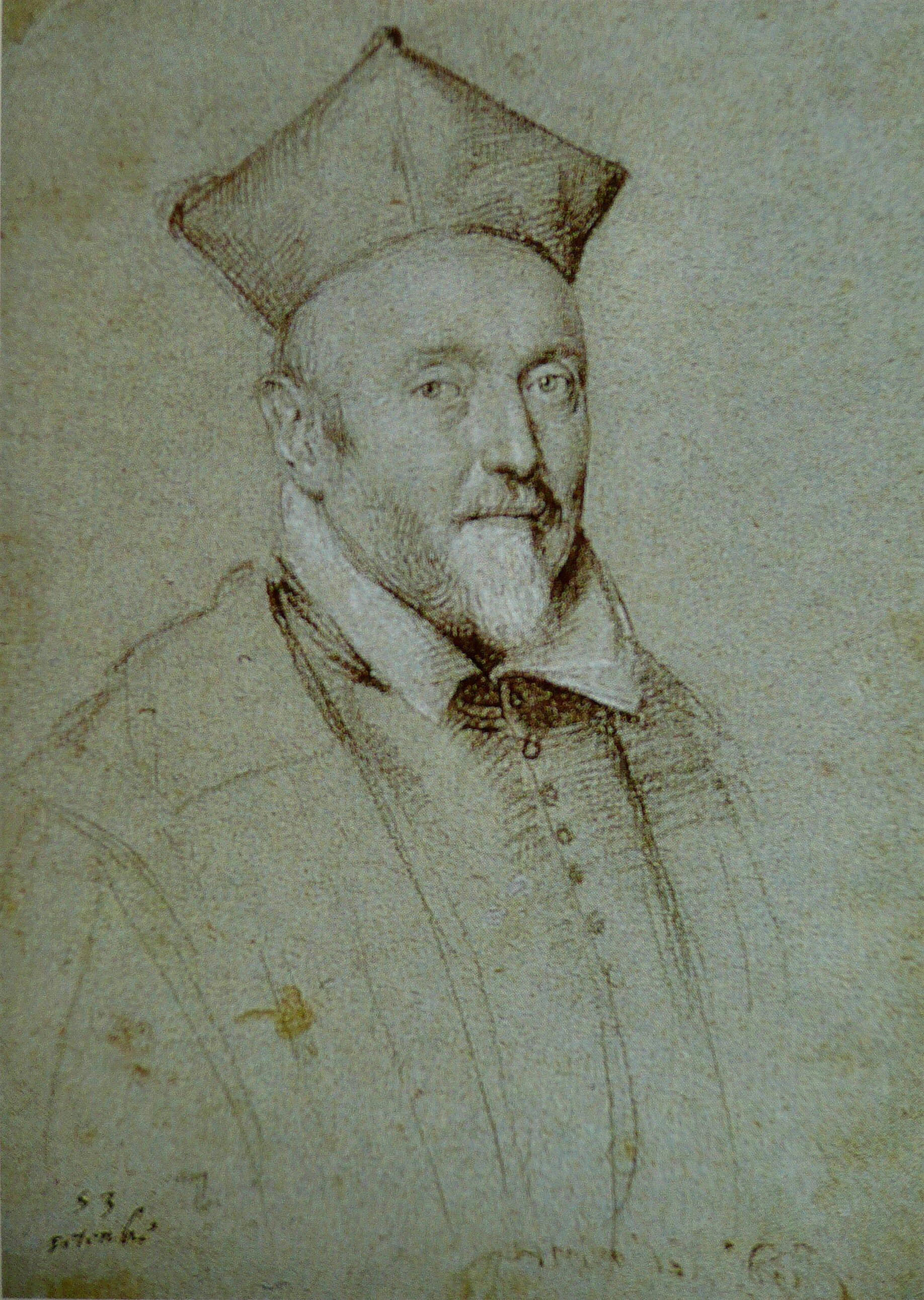
枢機卿フランチェスコ・マリア・デル・モンテ。

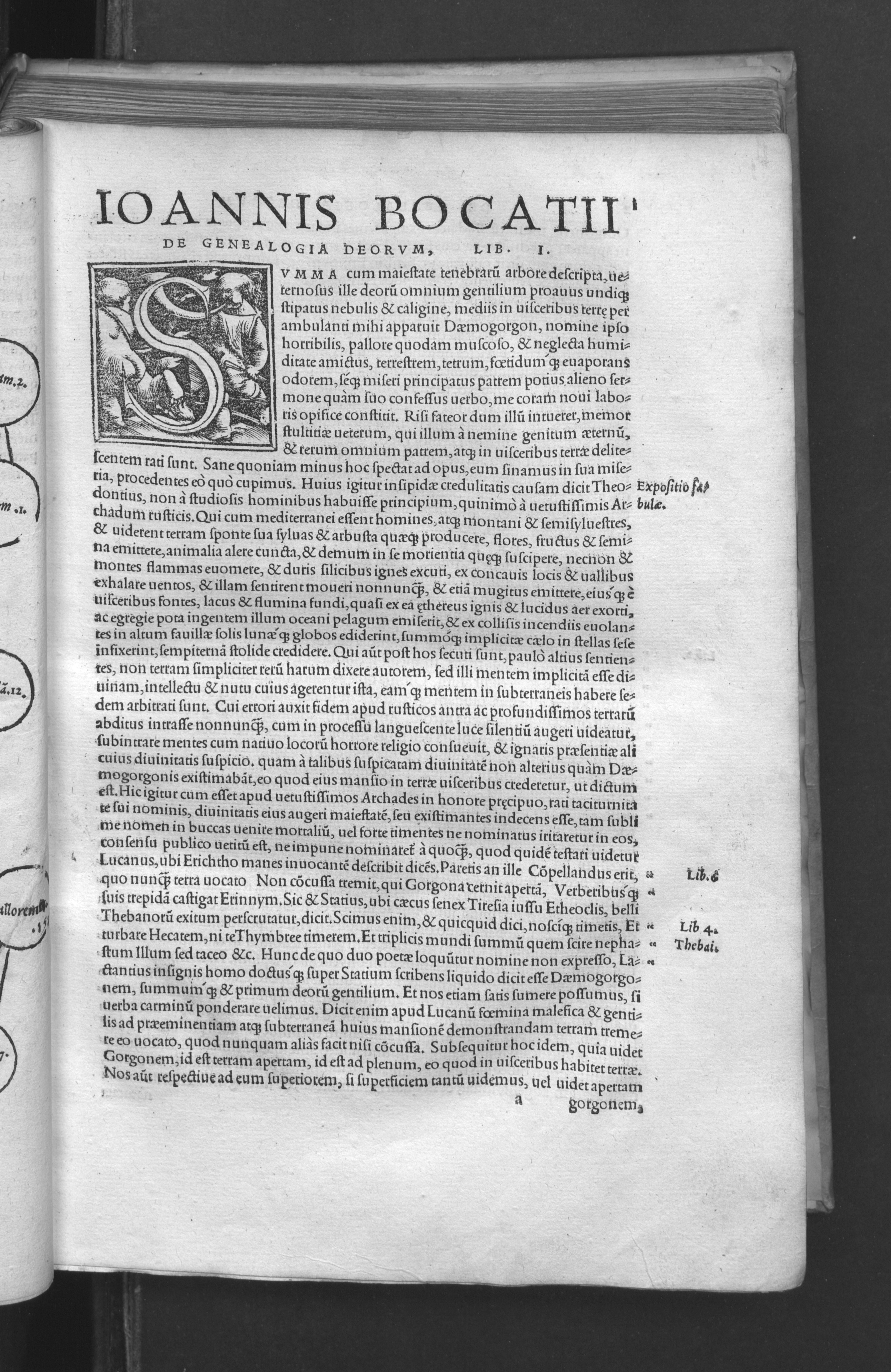
ジョヴァンニ・ボッカッチョの『異教の神々の系図』。1365年ごろ。

1950年代から60年代にかけて、ヴァルター・フリートレンダーやデトレフ・ハイカンプ（Detlef Heikamp）は本作品を16世紀後半以降、制作された祝祭用の金属製の円形の盾と結びつけて考えた。これらの祝祭用の盾は主としてミラノの武具職人が制作したもので、本作品とほぼ同じサイズで、同様に凸面の前面に魔除けの図像が浮彫りされていた。彼らの見解は後の研究者によって一般的に支持されている。またフリートレンダー、エウジェニオ・バティスティ、ルイジ・サレルノによると、16世紀後半、メドゥーサの頭はペルージャの人文主義者たちによって肯定的な寓意を獲得した。 ペルージャの図像学者チェーザレ・リーパは、1593年の著書『イコノロギア』（Iconolegiα）で、メドゥーサの頭を美徳の天敵である肉欲に対する理性の勝利の象徴とした。そこでメドゥーサの首が選択された背後には、おそらく大公を外敵から守る魔除けであると同時に、大公の徳を称える意図があったと考えられている。

### 神話の盾説
影と流血という特殊な描写を踏まえて本作品を解釈した最初の研究者はジャコモ・ベッラ（Giacomo Berra）であった（2004年）。ベッラによると、本作品は魔除けの図像ではなく、神話に登場するペルセウスの青銅の盾とアテナの神盾アイギスを同時に描いたものであるという。オウィディウスの『変身物語』によると、ペルセウスは石化を避けるため、青銅の盾に映し出されたメドゥーサの姿を頼りに首を切断した。カラヴァッジョが盾に描いたのは、まさに英雄がメドゥーサの首を切断した瞬間に青銅の盾に映った虚像であり、そのため首から鮮血が噴出していると考えた。またペルセウスが首を切断した際に用いた剣が盾に映し出されていない点については、アポロドロスの一節を引用し、ハデスの兜をかぶり、他人からは姿が全く見えない状態だったため剣が映っていないと説明した。一方、凹状の壁にメドゥーサの影が落ちているかのような描写については、メドゥーサの首が取り付けられた女神アテナの神盾アイギスとして描いていると主張した。ジョヴァンニ・ボッカッチョの1365年ごろの『異教の神々の系図』（Genealogia de gli dei）によると、アテナの神盾はガラス製であった。そこでベッラはカラヴァッジョがボッカッチョに基づいて作品をアイギスに見立て、アイギスの前面が透明なガラスであるかのような錯覚を生じさせるために、盾の前面が凹状に見えるように影を描いたと考えた。しかしこの説は、神話に登場する異なる2つの盾を1つに統合した形で表現することはおよそありそうにないという難点があり、類例を発見することは不可能であると考えられる。また、本作品は記録の中でペルセウスの盾やアイギスの名前で言及されたことはない。

### パラゴーネ説
日本の美術史家木村太郎は、本作品は間違いなく魔除けの図像を備えた盾として制作されたが、カラヴァッジョはこの作品によって、絵画と彫刻の間で繰り広げられたパラゴーネ（優劣論争）における絵画の優位性を、同主題の浮彫りが施された金属製の祝祭用の円形の盾に対して主張していると考えた（2006年）。この仮説の根拠として、絵画擁護派が彫刻に対する優位性を主張する際に、影や光の表現が重要視されたことを挙げている。たとえばマントヴァの宮廷に仕えたバルダッサーレ・カスティリオーネは1528年の著書『廷臣の書』の中で、「彫刻は絵画に備わっている多くのものが欠けている。それは光と影である」と書いている。またジャン・パオロ・ロマッツォは著書『絵画芸術に関する学術書』（Trattato dell'Arte della Pittura, 1584年）の中で、「彫刻は自然の光を受けるが、絵画はそれを受けるだけでなく、自らの手で導入する」と述べている。カラヴァッジョが本作品で実現した、メドゥーサの首の背後に空間があるかのように錯覚させる影は浮彫りでは決して実現不可能な表現であり、浮彫りに対する絵画の優位性を主張するために描かれたと考えられる。メドゥーサの首から噴き出す鮮血についても同様に考えることができる。パラゴーネにおいて絵画擁護派たちは彫刻での表現が困難な要素としてしばしば液体に言及している。たとえばレオナルド・ダ・ヴィンチは『絵画論』（Trαttα to dellα pigturα）で「雨」、フィレンツェの人文主義者ベネデット・ヴァルキは、『二講演集』（Due lezzioni）の中で「汗」について言及しており、鮮血もまた浮彫りに対する絵画の優位性を主張する手段として描かれたと考えられる。これらの点に加えて、木村は当時の展示状況についても指摘している。メディチ家の1631年の財産目録によると、当時『メドゥーサの首』が展示された部屋には、もう1つ別の同主題の浮彫りが施された黒い鉄製の円形の盾が展示されていたことが分かっている。この点は絵画と彫刻を並置することによって、双方がその優位性を誇示するとともに、鑑賞者に対して優劣を判断することができるようにするという意図がうかがえるため、絵画と彫刻のパラゴーネとする解釈にとって重要である。実際にそうした展示方法が取られた例が存在しており、1598年から1601年にかけてアンニーバレ・カラッチによって制作された神話画と、その競争相手であった古代の彫刻がローマのファルネーゼ宮殿の大広間でともに飾られていた。また制作当時のカラヴァッジョの状況も関係している。当時の画家はローマでまだ公的な発注による作品を制作しておらず、フィレンツェにカラヴァッジョの作品は全くなかったことから、カラヴァッジョにとって大公に自身をアピールすることは今後の創作活動を考えるうえで不可欠であったと考えられる。そこで、すでに大公が所有していたメドゥーサの浮彫りが施された金属製の盾に対し、絵画の優位性を主張するため、本作品が制作されたとしている。

## 来歴
本作品に関する最古の記録は1598年9月7日のメディチ家の目録である。デル・モンテは同年4月13日にローマを出発して、7月25日にフィレンツェに到着し、9月7日まで滞在しているが、このときデル・モンテは完成した盾をフィレンツェに運んでおり、滞在期間の間に大公に盾を贈呈したと考えられている。贈呈された盾は9月7日に武具コレクションの管理者であるアントニオ・マリア・ビアンキ（Antonio Maria Bianchi）に引き渡されており、同日のメディチ家の目録には「緑色の背景の中央にメドゥーサの首が描かれた、金色の唐草文様の装飾が施された小型の円形盾あるいは円形盾」と記載されている。そののち盾は遅くとも1631年までには宮殿で展示されていた。1631年の目録では「頭の髪が全て蛇からなるメドゥーサの頭を描いた盾」と記載されている。 その後、大公の武具コレクションは1770年代に解体され、そのほとんどは売却されたが本作品は残された。

## ギャラリー

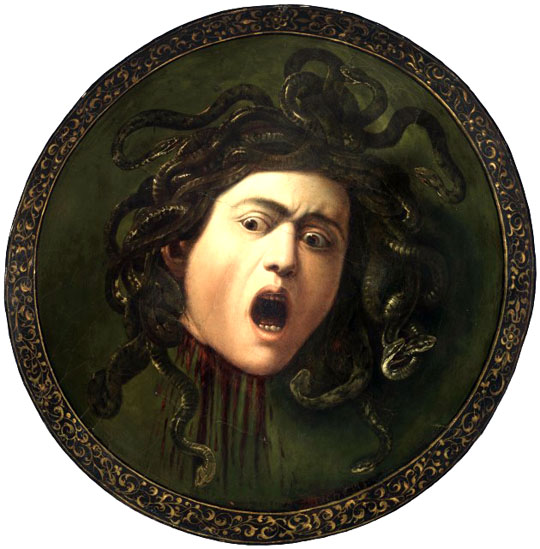
個人コレクションのバージョン
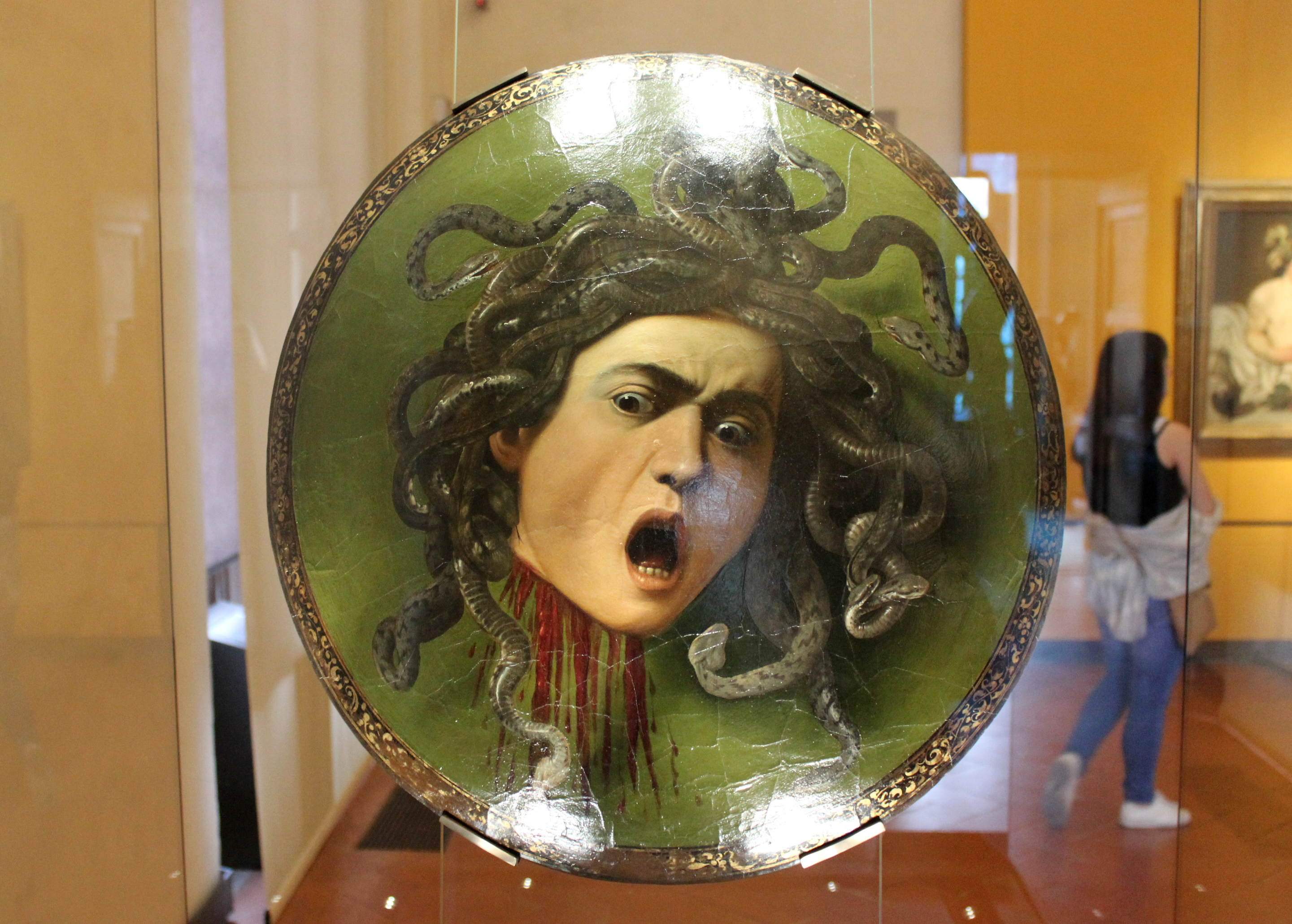
展示されたウフィツィ美術館のバージョン
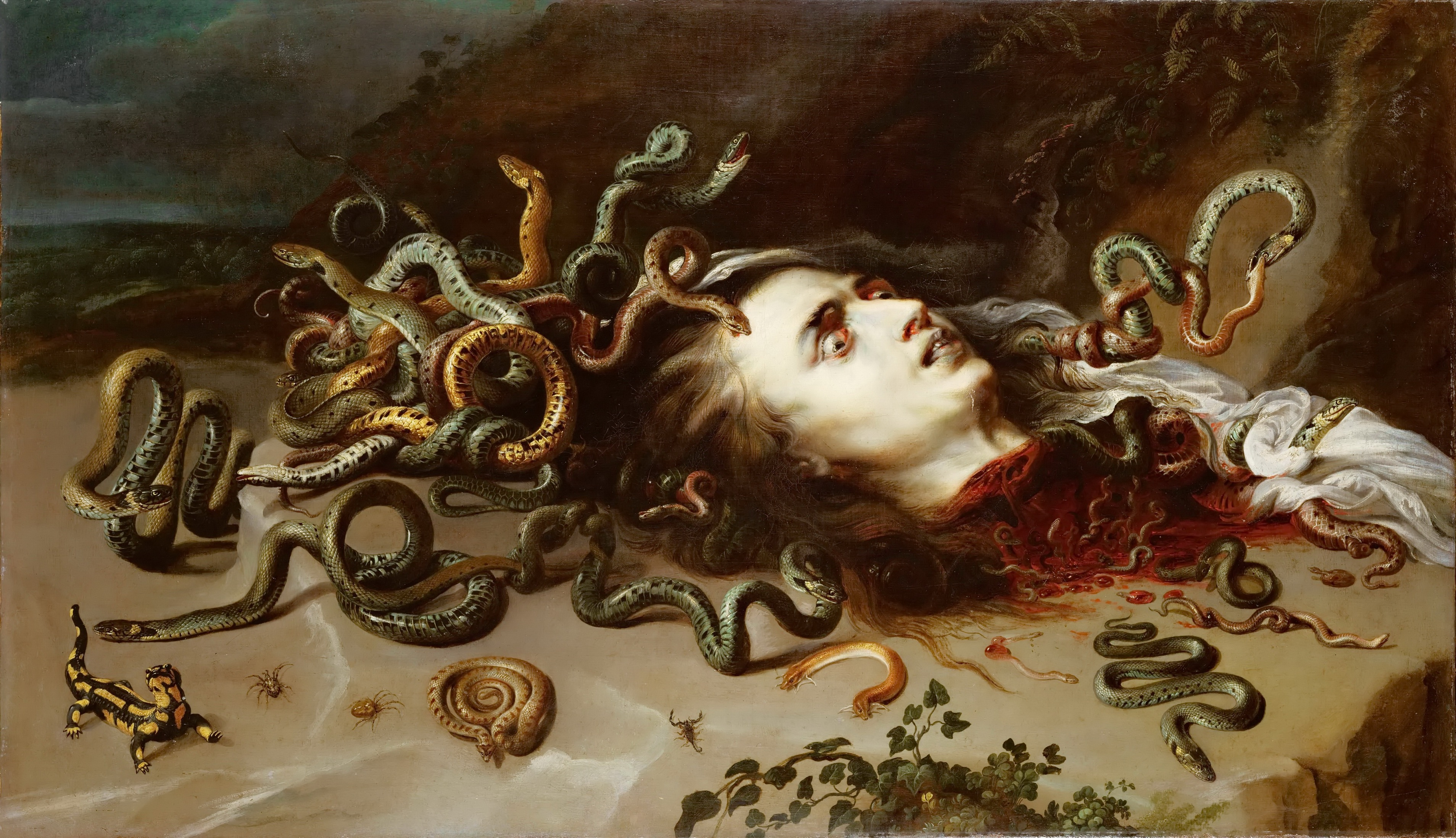
ピーテル・パウル・ルーベンス『メドゥーサの首』1617年から1618年ごろ 美術史美術館所蔵